# I Know What You Want
"I Know What You Want" é uma música escrita pelo rapper Busta Rhymes e produzida por Rick Rock para o sexto álbum de Rhymes, It Ain't Safe No More... (2002). A música é um dueto com a cantora estadunidense Mariah Carey, e foi coescrita por Rah Digga, Rampage, Rick Rock e Spliff Star. Também inclui um rap do grupo de hip hop Flipmode Squad: Spliff Star, Baby Sham, Rah Digga e Rampage .
Foi lançado como o segundo single de It Ain't Safe No More em 2003 e foi um sucesso em todo o mundo, chegando ao número 3 nos Estados Unidos, Austrália e Reino Unido. O single anterior de Rhymes, "Make It Clap", não alcançou o top 40 na parada estadunidense Billboard Hot 100. "I Know What You Want" ficou entre as quarenta mais bem posicionadas por vinte e uma semanas e ficou em 17º lugar no ranking anual da Hot 100 em 2003. Para Carey, foi um retorno aos holofotes após uma série de singles malsucedidos e se tornou um dos seus maiores sucessos em anos. Mais tarde, a Columbia Records a incluiu em seu décimo terceiro álbum, The Remixes (2003), e nas reedições britânicas e japonesas de Charmbracelet (2002).
A música já vendeu 175.000 cópias no Reino Unido.

## Recepção crítica
Na Billboard, Brian Garrity escreveu que "I Know What You Want", Busta Rhymes "dá uma guinada no R&B ". O editor da Amazon.com Dalton Higgins escreveu que, neste dueto, Busta "canta".

## Vídeo musical
O videoclipe do single, dirigido por Chris Robinson, apresenta Busta Rhymes, a Flipmode Squad e Carey descansando em uma mansão cara, enquanto debatem se "sabem o que querem". A filmagem anuncia a marca de joias de Carey, Automatic Princess, durante suas sequências. Enquanto isso, Busta observa o interesse feminino do vídeo, interpretado pela atriz La'Shontae "Tae" Heckerd, enquanto lê uma novela gráfica estilizada por Frank Miller. Uma breve sequência animada é apresentada. O vídeo estreou no BET Access Granted em 17 de abril de 2003.

## Formatos e faixas
Canadá CD single
1. "I Know What You Want" (Radio Edit)
2. "I Know What You Want" (Instrumental Radio Edit)

Europa CD single
1. "I Know What You Want" (Album Version)
2. "Break Ya Neck"

### Austrália/Europa CD maxi-single
1. "I Know What You Want" (Album Version)
2. "Break Ya Neck"
3. "I Know What You Want" (Instrumental)
4. "I Know What You Want" (Video)

### Reino UnidoCD maxi-single
1. "I Know What You Want"
2. "Call the Ambulance" (Remix featuring M.O.P.)
3. "Call the Ambulance" (featuring M.O.P.)
4. "I Know What You Want" (Video)

## Desempenho nas paradas musicais e certificação
| Tabela musical (2003)                        | Melhor posição |
| -------------------------------------------- | -------------- |
| Alemanha (Official German Charts)            | 9              |
| Austrália (ARIA)                             | 3              |
| Áustria (Ö3 Austria Top 75)                  | 40             |
| Bélgica (Ultratop 50 de Flandres)            | 8              |
| Bélgica (Ultratop 50 da Valônia)             | 11             |
| Canadá (Canadian Singles Chart)              | 5              |
| Dinamarca (Hitlisten)                        | 7              |
| Estados Unidos (Billboard Hot 100)           | 3              |
| Estados Unidos (Billboard R&B/Hip-Hop Songs) | 2              |
| Estados Unidos (Billboard Mainstream Top 40) | 4              |
| Estados Unidos (Billboard Hot Rap Songs)     | 3              |
| Estados Unidos (Billboard Rhythmic)          | 3              |
| Estados Unidos (Billboard Top 40 Tracks)     | 6              |
| Europa (European Hot 100 Singles)            | 1              |
| França (SNEP)                                | 25             |
| Hungria (Rádiós Top 40)                      | 1              |
| Irlanda (IRMA)                               | 4              |
| Itália (FIMI)                                | 4              |
| Países Baixos (Dutch Top 40)                 | 6              |
| Países Baixos (Single Top 100)               | 4              |
| Nova Zelândia (Recorded Music NZ)            | 7              |
| Noruega (VG-lista)                           | 6              |
| Polônia (National Airplay Chart)             | 1              |
| Reino Unido (UK Singles Chart)               | 3              |
| Romênia (Romanian Top 100)                   | 1              |
| Suécia (Sverigetopplistan)                   | 11             |
| Suíça (Schweizer Hitparade)                  | 5              |

| Tabela musical (2003)                            | Melhor posição |
| ------------------------------------------------ | -------------- |
| Alemanha (Official German Charts)                | 89             |
| Austrália (ARIA)                                 | 31             |
| Bélgica (Ultratop 50 Flanders)                   | 51             |
| Bélgica (Ultratop 50 Wallonia)                   | 59             |
| Estados Unidos (Billboard Hot 100)               | 17             |
| Estados Unidos (Billboard Hot R&B/Hip-Hop Songs) | 13             |
| Estados Unidos (Billboard Hot Rap Songs)         | 8              |
| Estados Unidos (Billboard Rhythmic)              | 16             |
| Nova Zelândia (Recorded Music NZ)                | 31             |
| Países Baixos (Dutch Top 40)                     | 48             |
| Países Baixos (Single Top 100)                   | 54             |
| Reino Unido (Official Charts Company)            | 38             |
| Suécia (Sverigetopplistan)                       | 71             |
| Suíça (Schweizer Hitparade)                      | 25             |

| Região                                                                                             | Certificação         | Vendas |         |
| -------------------------------------------------------------------------------------------------- | -------------------- | ------ | ------- |
| | Austrália (ARIA)     | Ouro   | 35,000^ |
| | Nova Zelândia (RMNZ) | Ouro   | 5,000*  |
| *números de vendas baseados somente na certificação ^distribuições baseadas apenas na certificação |                      |        |         |